# ناثانيل بويدن
ناثانيل بويدن هو محامي وقاضي وسياسي أمريكي، ولد في 16 أغسطس 1796 في كونواي في الولايات المتحدة، وتوفي في 20 نوفمبر 1873. نشط حزبياً في الحزب الديمقراطي. وقد انتخب عضو مجلس ولاية كارولاينا الشمالية ‏ وانتخب عضو مجلس نواب كارولينا الشمالية ‏ وانتخب عضو مجلس النواب الأمريكي.